# Bompa (boek)
Bompa, As Pikke Stijkès vertélt is een boek in het Tiens dialect, van de bekende Tienenaar Leon Rubbens.
Het boek van 184 pagina's is in 1980 verschenen.

## Pikke Staikès
De idee voor de hoofdfiguur van het boek ontstond tijdens het leraarschap van Rubbens. Een negenjarig jongetje woonde in de Vollongang, in het Tiens van 50 jaar geleden "Impasse Vollon", tegenover de Katholieke Normaalschool op de Waaiberg. Rubbens liet hem allerlei fratsen uithalen, die hem verteld werden door een aantal vrienden, zoals de tandarts Kamiel Moens en dokter Jean Smeesters. Hij noemde de sympathieke bengel Pikke Staikès. In het Tiens is "staikès" een stekelbaarsje.
In zijn werk spelde Rubbens de naam minder fonologisch met ij: "Pikke Stijkès".